# タニファ

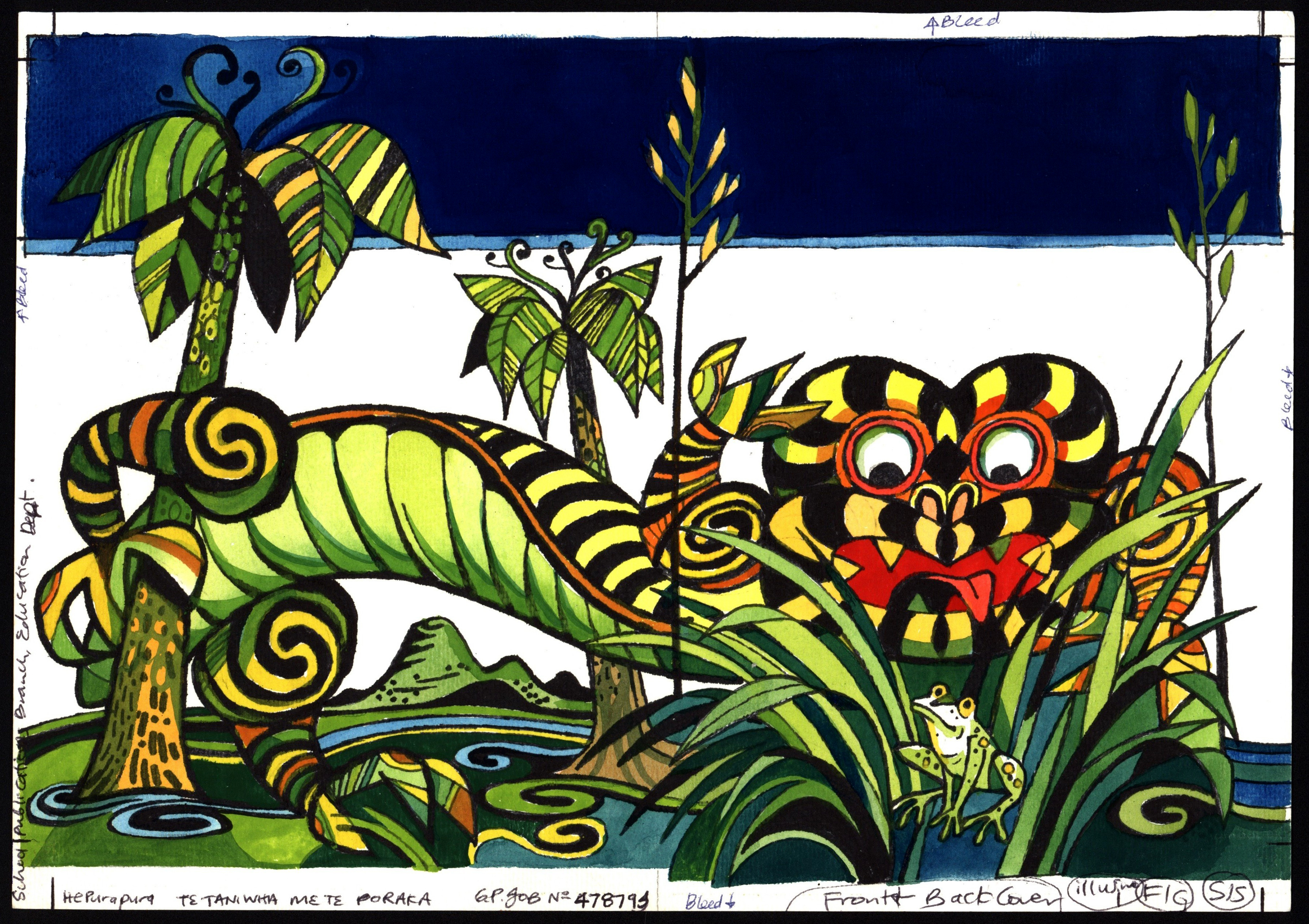
タニファの絵

タニファ (Taniwha) はマオリ神話に見られる生物である。

## 語源
言語学的にはtaniwhaとはオセアニア祖語での鮫の総称であるtanifaに由来する。トンガ語とニウエ語では、tenifaは大型の危険な鮫を指す。サモア語のtanifaも同様である。トケラウ語のtanifaは人間を喰らう海の怪物である。それ以外の大抵のポリネシア諸語では、鮫または魚を意味する語である。

## 特性
巨大なクジラや竜やトカゲの様な爬虫類（ムカシトカゲやヤモリなど）や鮫の姿で描かれる場合が目立つ。
ニュージーランドの建国神話を含むマオリ神話にも関係があるクジラ（特にミナミセミクジラ）や、ジンベイザメ等の生物から影響されたと思わしい伝承や、時折漂着するイリエワニから影響を受けたと思わしい伝承がある。
地形を作ったり湾や水の主であったり、部族の守護者であったり、恐ろしい怪物で水害を起こすなど、様々な側面を持つ。

## その他
- 『クジラの島の少女』の原作者であるウィティ・イヒマエラ（英語版）は、彼の守護神としてタニファがいると述べている[6]。
- タニファサウルスという爬虫類はタニファをとって名づけられた。